# Exoacantha
Exoacantha là chi thực vật có hoa trong họ Apiaceae.